# إيما كورنر
إيما كورنر (بالألمانية: Emma Körner) هي رسامة ألمانية، ولدت في 20 أبريل 1788 في درسدن في ألمانيا، وتوفي بنفس المكان في 1815.